# Marjorie Lee Browne
Marjorie Lee Browne, née à Memphis (Tennessee), le 9 septembre 1914, morte à Durham (Caroline du Nord), le 19 octobre 1979, est une mathématicienne afro-américaine. En 1949, elle est l'une des premières femmes noires à obtenir un doctorat aux États-Unis, malgré la ségrégation et la Grande Dépression qui l'obligent à travailler pour payer ses études.
Elle s'illustre par sa carrière d'enseignante aux études supérieures et de cadre académique, à travers laquelle elle met en valeur l'accès à l'éducation aux femmes et aux minorités.
De 1949 à 1979, elle enseigne les mathématiques à la NCCU, poursuit des recherches, mais forme également des professeurs du secondaire et, à la fin de sa vie, aide des étudiants en difficulté sur le plan financier.

## Éducation
C'est dès son jeune âge que Marjorie Lee Browne démontre un intérêt pour les mathématiques. Encouragée par son père à poursuivre une carrière dans le domaine, elle obtient en 1935 un baccalauréat en mathématiques de l'université Howard, une des universités fondées pendant l'ère ségrégationniste accueillant les étudiants afro-américains, dont l’accès aux campus blancs leur était interdit.
Avant d'entamer ses études graduées, elle enseigne les mathématiques au niveau secondaire pendant une année. Elle complète sa maîtrise à l'université du Michigan en 1939, puis elle décroche un poste d'enseignement au Collège Wiley au Texas. Pendant les années qui suivent, elle conjugue travail et études, effectuant à chaque session d'été l'aller-retour Texas-Michigan pour poursuivre ses études doctorales. Browne soutient sa thèse On One Parameter Subgroups in Certain Topological and Matrix Groups sous la supervision de George Yuri Rainich en 1949.

## Carrière
Immédiatement après l'obtention de son doctorat en 1950, Browne se joint au North Carolina College, aujourd'hui la NCCU, où elle est nommée directrice du département de mathématiques. Elle conserve ce poste pendant vingt ans et continue à enseigner des cours gradués et de premier cycle jusqu'à sa retraite, en 1979. À travers ces années, elle supervise dix étudiants à la maîtrise et est responsable du programme de formation des enseignants en mathématiques. Elle publie quatre fascicules à leur intention: Sets, Logic, and Mathematical Thought (1957), Introduction to Linear Algebra (1959), Elementary Matrix Algebra (1969) et Algebraic Structures (1974).
Browne est une mentor hors pair: elle encourage et supporte ses étudiants non seulement académiquement, mais aussi financièrement, que ce soit en remportant de prestigieuses bourses pour sa faculté ou en faisant même don de ses propres avoirs. Tout au long de sa carrière, elle sacrifie une grande partie de sa recherche personnelle au profit de la réussite de ses étudiants. Elle planifie donc à sa retraite de se consacrer à la rédaction d'un livre sur le système des nombres réels. Ce projet ne voit malheureusement pas le jour, car Marjorie Lee Browne décède subitement d'une crise cardiaque en 1979, à l'âge de 65 ans.
La North Carolina Central University a établi en son honneur le Fonds fiduciaire Marjorie Lee Browne, qui octroie des bourses d'études et finance des projets étudiants en mathématiques.

## Sources
- (en) John J. O'Connor et Edmund F. Robertson, « Marjorie Lee Browne », sur MacTutor, université de St Andrews.